# IC 721
IC 721 је спирална галаксија у сазвјежђу Пехар која се налази на листи објеката дубоког неба у Индекс каталогу.
Деклинација објекта је - 8° 20' 25" а ректасцензија 11h 42m 28,8s. Привидна величина (магнитуда) објекта IC 721 износи 14,4 а фотографска магнитуда 15,1. IC 721 је још познат и под ознакама MCG -1-30-26, IRAS 11399-0803, PGC 36354.